# Blažkovec
Rybník Blažkovec  je rybník o rozloze vodní plochy 1,12 ha nalézající se asi 0,5 km západně od centra  obce Koudelka - místní části města Holice v okrese Pardubice. 
Rybník je využíván členy místní organizace Českého rybářského svazu pro sportovní rybolov. U rybníka se nalézá i skautská klubovna.

## Galerie

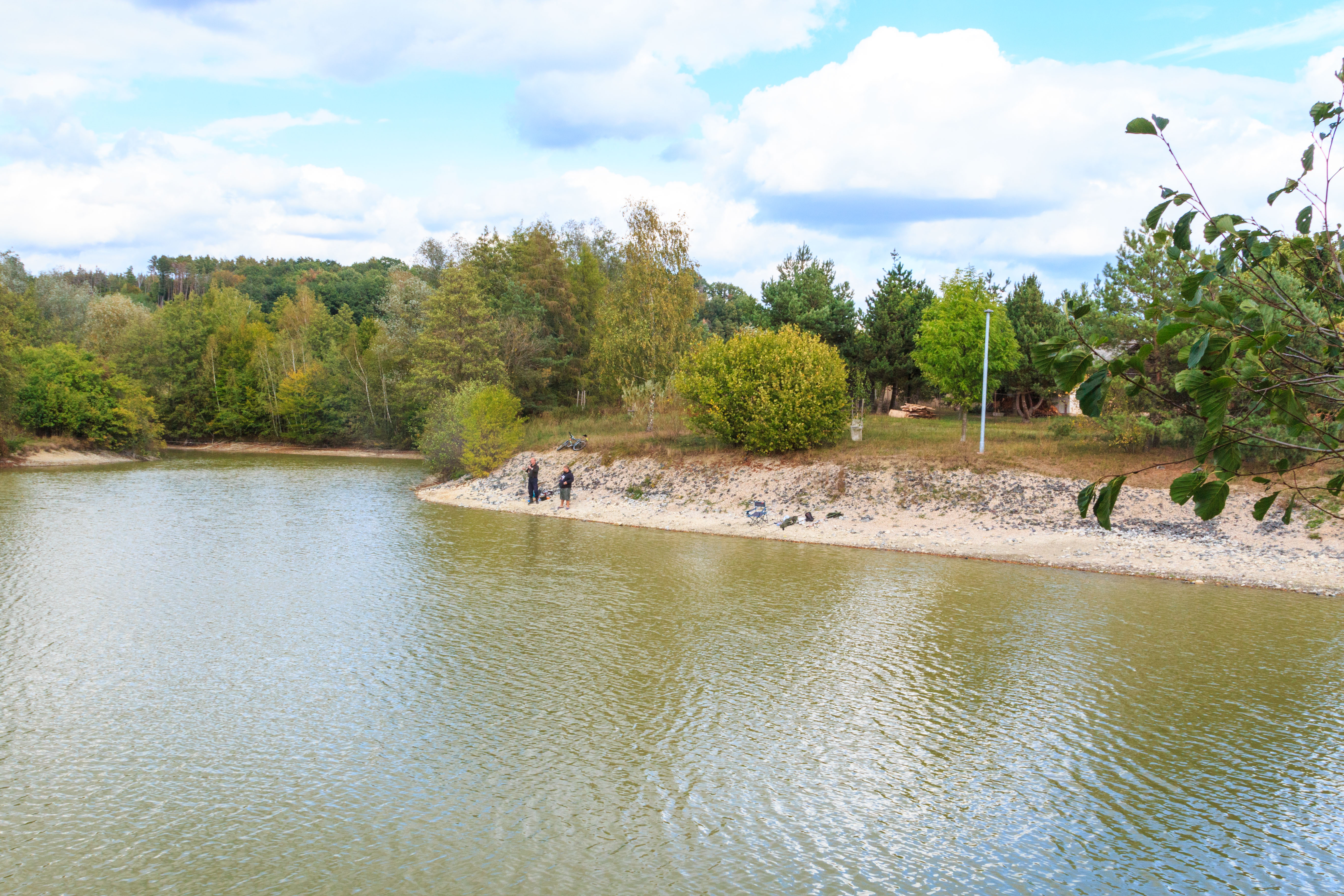
pohled na rybník Blažkovec
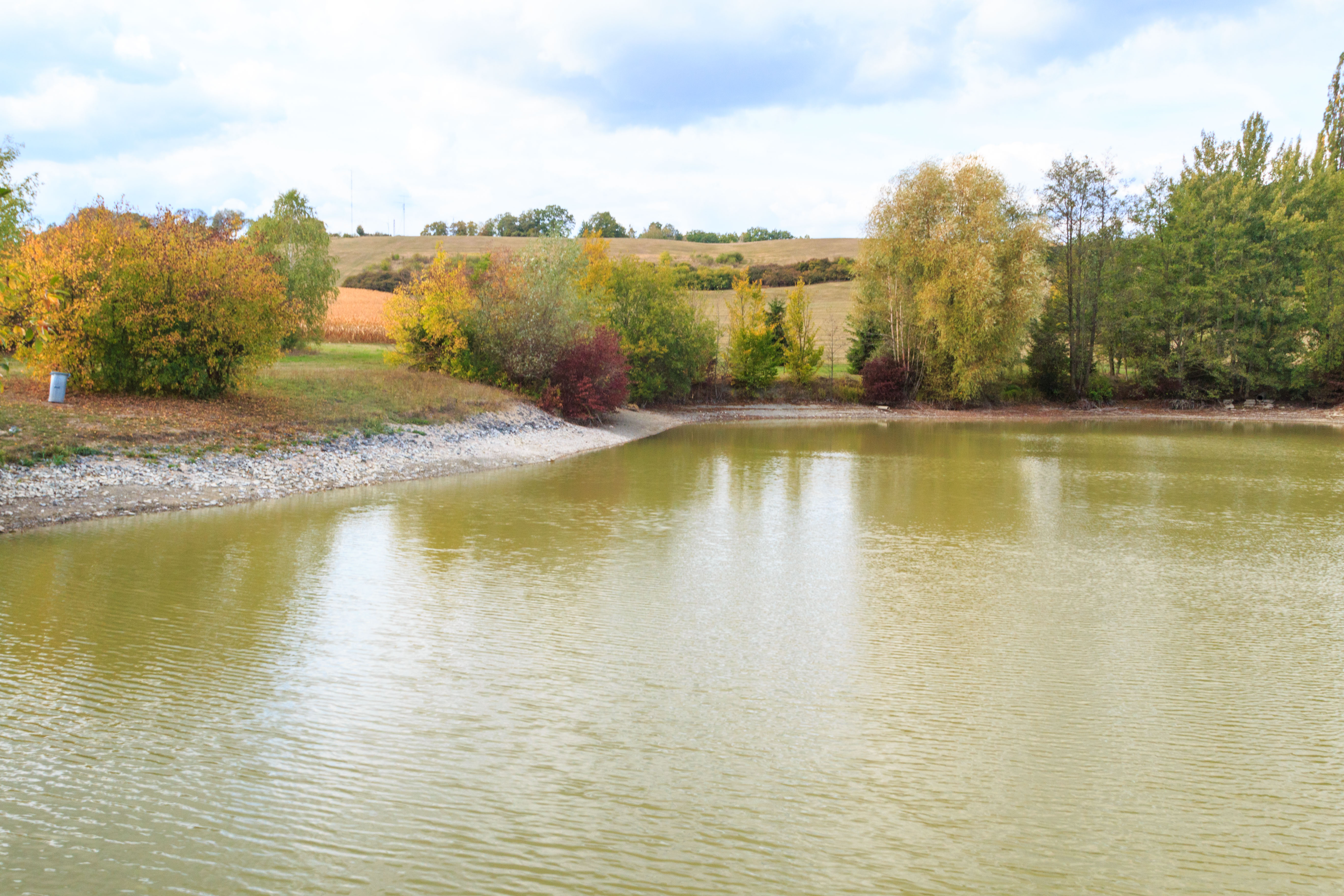
pohled na rybník Blažkovec
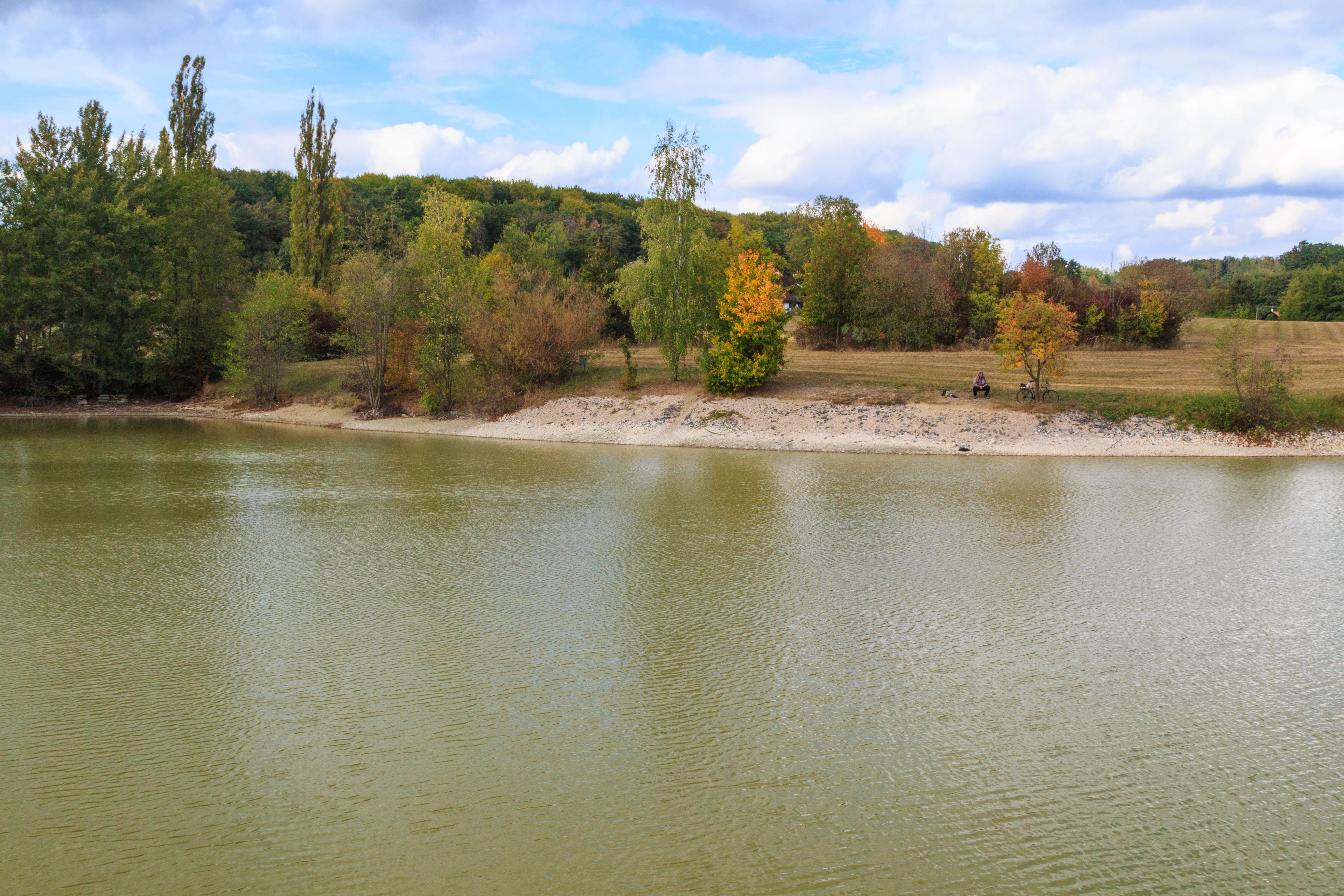
pohled na rybník Blažkovec